# Thompson (Iowa)
Pour les articles homonymes, voir Thompson.
Thompson est une ville, du comté de Winnebago en Iowa, aux États-Unis. Elle est fondée en 1892 et incorporée le 24 février 1894.

## Source de la traduction
- (en) Cet article est partiellement ou en totalité issu de l’article de Wikipédia en anglais intitulé « Thompson, Iowa » (voir la liste des auteurs).